# Gustave Assire
Gustave Edmond Arsène Assire, né à Angers le 31 octobre 1870 et mort à Paris le 17 janvier 1937, est un peintre, aquarelliste et illustrateur français.

## Biographie
Il fait l'école des beaux-arts où il est élève de Gustave Moreau, Benjamin-Constant, Jean-Paul Laurens et Fernand Cormon et expose au Salon des artistes français, au Salon des Indépendants et au Salon d'automne. On lui doit de nombreuses aquarelles érotiques représentants des bals, bistrots, prostituées, cabarets, ou encore le Moulin-Rouge.
Il est l'illustrateur du Voyage du Centurion d'Ernest Psichari, des Liturgies intimes de Paul Verlaine, de La Confession d'un enfant du siècle d'Alfred de Musset et des Images secrètes de Paris de Pierre Mac Orlan.  